# فرانسيسكو مارتينيز (كرة سلة)
فرانسيسكو مارتينيز (بالإسبانية: Francisco Martínez Cordero)‏ مواليد 20 يونيو 1910 في سيوداد خواريز - الوفاة 1 ديسمبر 1993، كان لاعب كرة سلة مكسيكي. مثّل منتخب بلاده. شارك في دورة الألعاب الأولمبية الصيفية سنة 1936.

## الميداليات
| الميدالية | المسابقة                       |
| --------- | ------------------------------ |
| برونزية   | الألعاب الأولمبية الصيفية 1936 |

## روابط خارجية
- فرانسيسكو مارتينيز على موقع سبورتس رفرنس (الإنجليزية)
- فرانسيسكو مارتينيز على موقع أوليمبيديا (الإنجليزية)